# Bantar Karet
Bantar Karet is een bestuurslaag in het regentschap Bogor van de provincie West-Java, Indonesië. Bantar Karet telt 10.351 inwoners (volkstelling 2010).